# Марфовка (Кировоградская область)
Ма́рфовка (укр. Марфівка) — село в Долинской городской общине Кропивницкого района Кировоградской области Украины.
До 2020 года входило в состав Долинского района
Население по переписи 2001 года составляло 355 человек. Почтовый индекс — 28545. Телефонный код — 5234. Занимает площадь 0,705 км². Код КОАТУУ — 3521980707.